# Nathanaël Mbuku
Nathanaël Mbuku Wa Mbuku (Villeneuve-Saint-Georges, 16. ožujka 2002.) kongoansko-francuski je nogometaš koji igra na poziciji lijevog krila. Trenutačno igra za Montpellier.

## Klupska karijera

### Rane godine
Tijekom svoje omladinske karijere igrao je za FC Cheminot Villeneuvois, US Alfortville, UJA Alfortville, UJA Maccabi Paris Métropole, US Ris-Orangis, US Lusitanos Saint-Maur, FC Fleury 91 i Reims.

### Reims
Za Reims je debitirao 10. kolovoza 2019. u utakmici Ligue 1 protiv Marseillea koji je poražen 0:2. Prvi klupski pogodak postigao je 10. kolovoza 2020. u ligaškom susretu protiv Montpelliera koji je završio 0:4.

### Augsburg
S Augsburgom je 30. siječnja 2023. potpisao ugovor na četiri i pol godine. Za novi klub debitirao je 11. ožujka u Bundesligi protiv Bayerna koji je dobio Augsburg 5:3.

### Saint-Étienne (posudba)
U siječnju 2024. posuđen je Saint-Étienneu do kraja sezone. Za Saint-Étienne debitirao je 23. siječnja u utakmici Ligue 2 protiv Paua koji je poražen s minimalnih 0:1. Za klub je prvi put bio strijelac 12. veljače u ligaškoj utakmici protiv Troyesa koji je izgubio 5:0. Protiv Bastije je 16. ožujka postigao dva gola i jednu asistenciju u susretu koji je završio 0:4. Sa Saint-Étienneom je na kraju sezone izborio Ligue 1 putem doigravanja.

### Dinamo Zagreb
Prešao je u Dinamo Zagreb 3. rujna 2024. Dinamo Zagreb platio ga je 400 tisuća eura, no imao je mogućnost da ga vrati Augsburgu na kraju sezone čime bi stekao 200 tisuća eura. Za Dinamo Zagreb debitirao je deset dana kasnije u utakmici HNL-a u kojoj je Dinamo Zagreb izgubio 0:1 od splitskog Hajduka. Klupski prvijenac postigao je 1. studenog u ligaškoj utakmici protiv Šibenika koji je izgubio 0:4.

### Montpellier (posudba)
Augsburg je 8. srpnja 2025. posudio Mbukua Montpellieru do kraja sezone uz mogućnost otkupa.

## Reprezentativna karijera
Nastupao je za selekcije Francuske do 16, 17, 18, 20, 21 i 23 godine.
Na Europskom prvenstvu do 17 godina 2019. postigao je 1 gol u 5 utakmica. S Francuskom je ispao u polufinalu tog natjecanja od Italije.
Bio je dio francuske momčadi na Svjetskom prvenstvu do 17 godina. U osmini finala postigao je hat-trick protiv Australije koja je poražena 4:0. Bio je strijelac i asistent u četvrtfinalnom susretu protiv Španjolske koji je završio 1:6. Mbuku je postigao pogodak u polufinalnom susretu u kojem je Francuska izgubila 2:3 od Brazila. Francuska je osvojila broncu, a Mbuku je bio drugi najbolji strijelac natjecanja.
Igrao je na Olimpijskim igrama u Tokiju 2020.
Za DR Kongo debitirao je i asistirao 15. listopada 2024. u kvalifikacijskoj utakmici za Afrički kup nacija u kojoj je Tanzanija poražena 0:2.

## Priznanja

### Individualna
- Srebrena kopačka Svjetskog prvenstva do 17 godina: 2019.[17]

### Reprezentativna
- Svjetsko prvenstvo do 17 godina (3. mjesto): 2019.[18]

## Vanjske poveznice
- Profil, Francuski nogometni savez
- Profil, Transfermarkt